# Linija svetega Mihaela
Linija svetega Mihaela, znana tudi kot Meč svetega Mihaela, je domnevna leyeva linija, ki povezuje sedem samostanov v Evropi in Sveti deželi, od katerih jih je šest posvečenih nadangelu Mihaelu.

## Zgodovina
Kot številni kraji, posvečeni sv. Mihaelu, so skoraj vsa usklajena mesta na vidnih vrhovih hribov ali drugih težko dostopnih krajih in vključujejo Skellig Michael, St Michael's Mount, Mont Saint-Michel, Sacra di San Michele, San Michele Arcangelo v Perugi, Svetišče Monte Sant'Angelo na polotoku Gargano, samostan Panormitis arhangela Mihaela in samostan Stella Maris v Haifi v današnjem Izraelu. Čeprav slednji ni izrecno posvečen svetemu Mihaelu, je gora, na kateri stoji, gora Karmel, povezana z nadangelom zaradi svetopisemske zgodbe o Eliju in prerokih Baala (1 Kr 18). Ukrajinska ljudska legenda pravi, da je sveti Mihael dal preroku Eliji na vrhu gore Karmel grom, da se je lahko boril z Baalovimi preroki. 
Nekatere od teh lokacij so bile morda že prej povezane s poganskimi kultnimi kraji. Trdijo, da se črta popolnoma ujema s sončnim zahodom na dan poletnega solsticija na severni polobli. Tako kot Mont Saint-Michel naj bi bila tudi Sacra di San Michele in svetišče Monte Sant'Angelo zgrajena na ukaz samega svetega Mihaela.
Po legendi sveti Mihaelova črta predstavlja udarec, ki ga je svetnik zadal hudiču, ko ga je v zgodbi o Satanovem padcu vrgel v pekel.

## Interpretacija
Tako kot pri drugih ley linijah noben znanstveni dokaz ne kaže, da je bila poravnava načrtovana in smiselna, zato je ta trditev psevdoznanstvena, vendar se o njej na teh mestih pogosto poroča. Fizik Luca Amendola je ugotovil, da je odstopanje teh krajev od leksodroma, ki naj bi jih povezoval, med 14 km in 42 km.

## Galerija
- samostan Stella Maris (Haifa, Israel)
- Sv. Michael of Panormitis (Symi, Grčija)
- Sacra di San Michele (Piedmont, Italia)
- Mont-Saint-Michel (Normandija, Francija)
- St. Michael's Mount (Cornwall)
- Skellig Michael (County Kerry, Republika Irska)

## Romarska pot Marije in Mihaela
Izraz Mihaelova črta se uporablja tudi za podobno razporeditev hribovskih najdišč, ki povezujejo pomembna predkrščanska in krščanska najdišča po črti čez Anglijo, ki je začrtana iz dveh vzporednih črt - Marijine in Mihaelove črte. Pot se začne na Gori svetega Mihaela na jugozahodni obali in poteka v smeri vzhod-severovzhod do Gore svete Marije na nasprotni obali; od Cornwalla do Norfolka. Med znamenitostmi na poti sta kamniti krog Boscawen-Un in sveti vodnjak v St Neot. 
To krajšo poravnavo je leta 1969 prvič postavil pisatelj John Mitchell, pozneje pa je trdil, da jo podpira vedeževanje. Med kraji v jugozahodni Angliji, povezanimi z nadangelom, so St. Michael's Mount, cerkev svetega Mihaela (Brentor), Creech St Michael, Burrow Mump (znan tudi kot St Michael's Borough) in Glastonbury Tor.

## Slovenji Šmihel na Celovškem polju
Koroško-slovenski avtor Bojan Schnabl pa v novejši pripovedi o »Čudežnem izročilu Slovenjega Šmihela« tematizira dejstvo, da se številna svetišča po Evropi, ki so posvečena nadangelu Mihaelu, nahajajo na gričih in vrhovih (prav kot Slovenji Šmihel) ter povezuje Slovenji Šmihel s Celovškega polja z znamenito črto svetega Mihaela ali mečem svetega Mihaela, ter da tvori s cerkvico Saint-Michel de Murato na Korziki prečno črto, ki naredi iz meča križ.

## Spletne povezave
- Mary Michael Pilgrims Way